# Аудесханс
Аудесханс (нід. Oudeschans, нід. вимова: [ˈʌudəˌsxɑns]) — село в нідерландській провінції Гронінген. Входить до муніципалітету Вестерволде. Його населення станом на 2017 рік складало 100 осіб.
На території села розташовані залишки укріплень 16-го сторіччя.

## Галерея

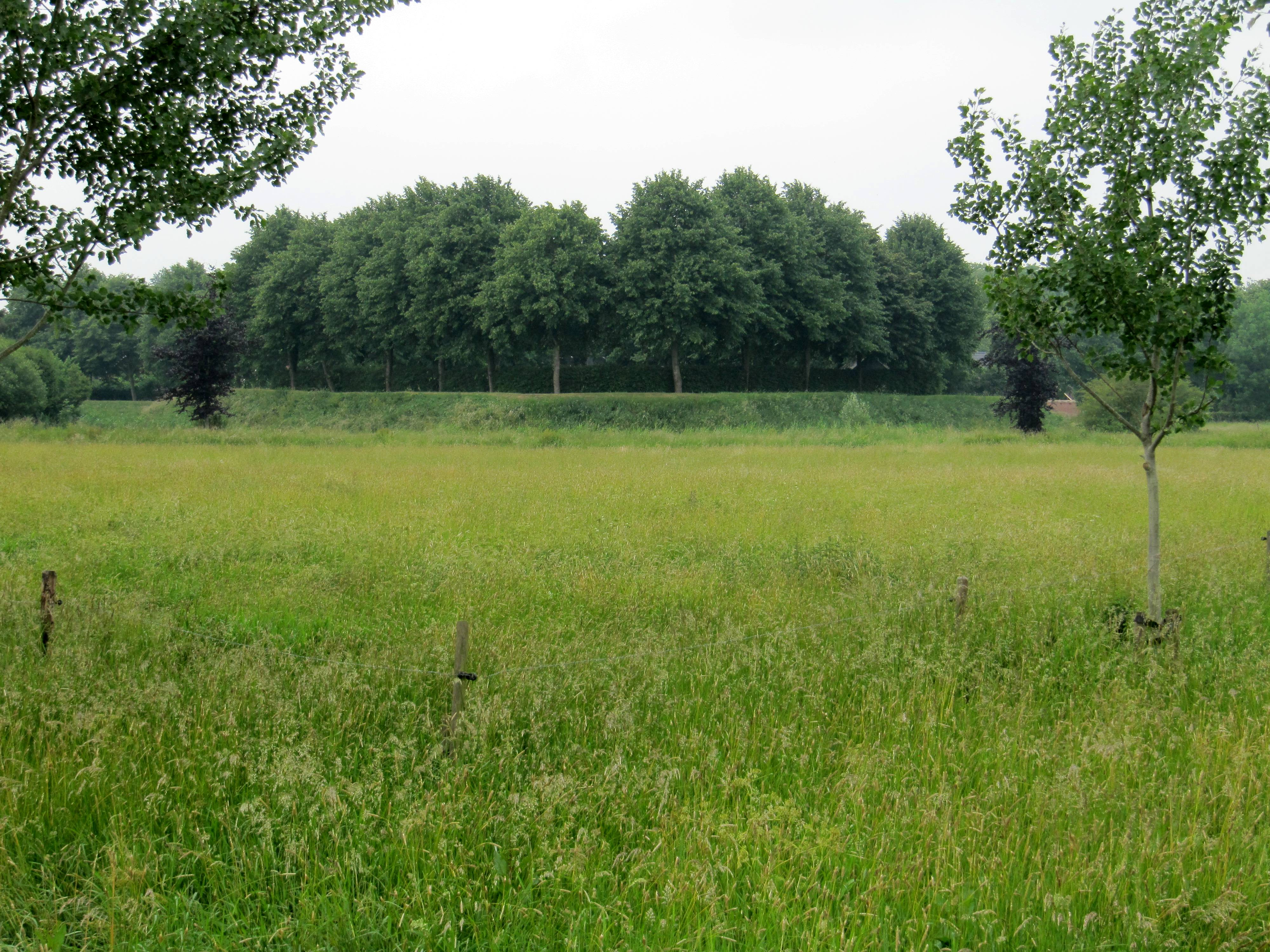
Бастіон
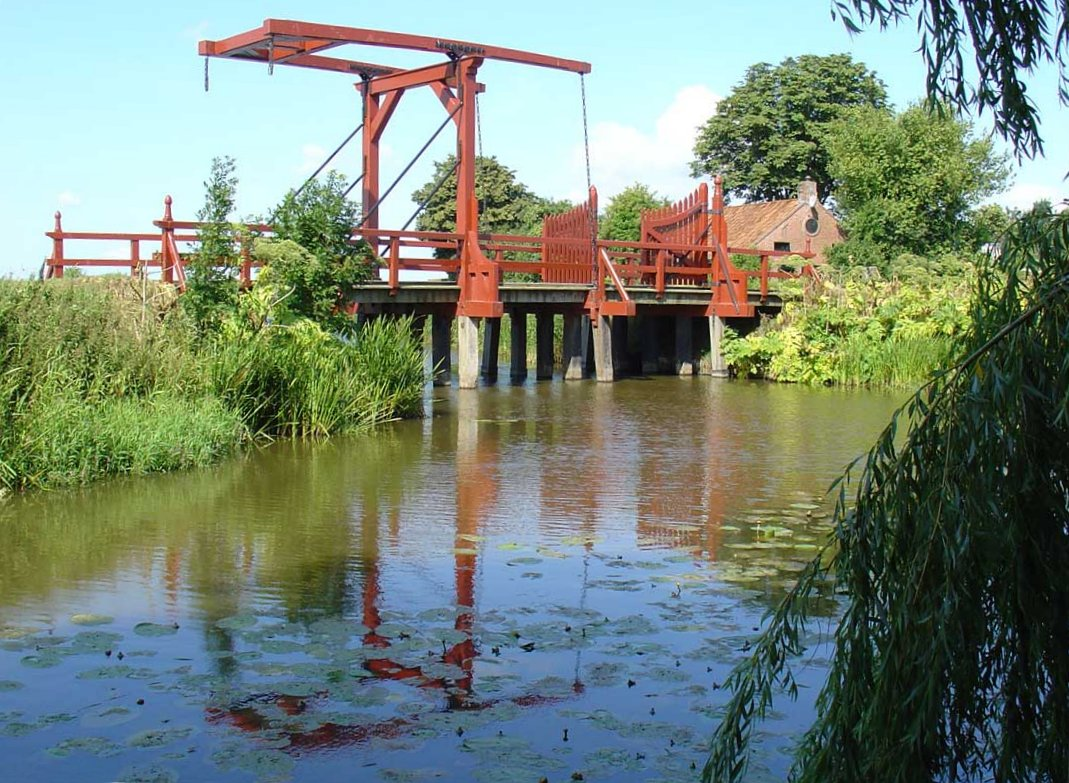
Канал
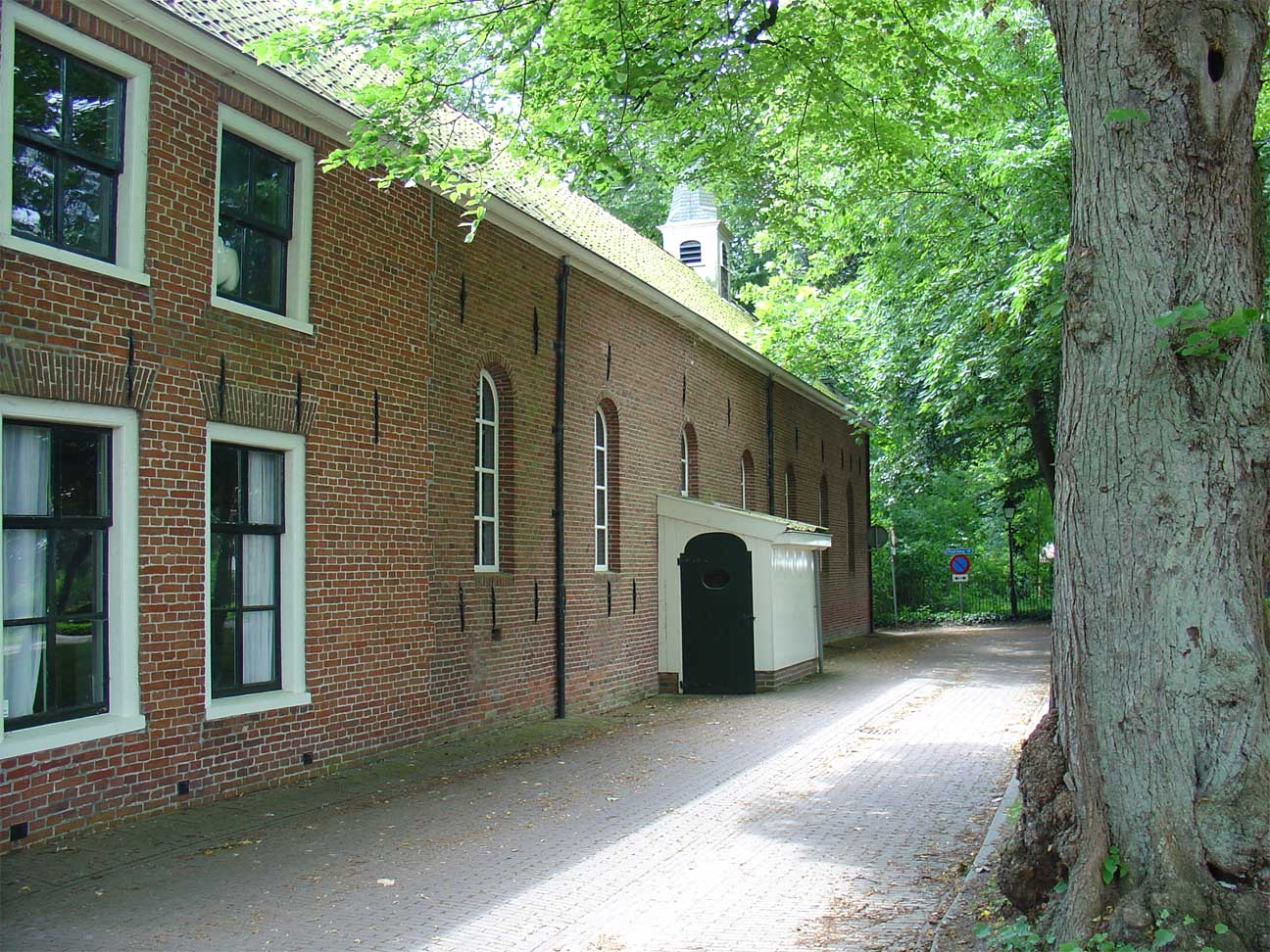
Гарнізонна церква
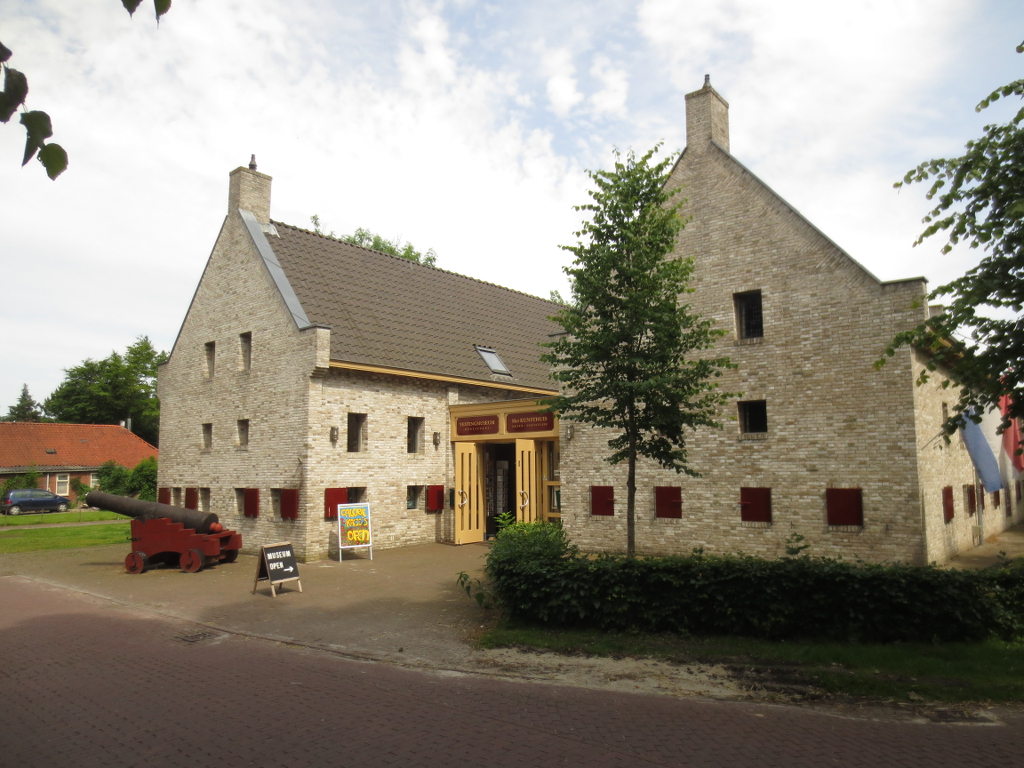
Художня галерея
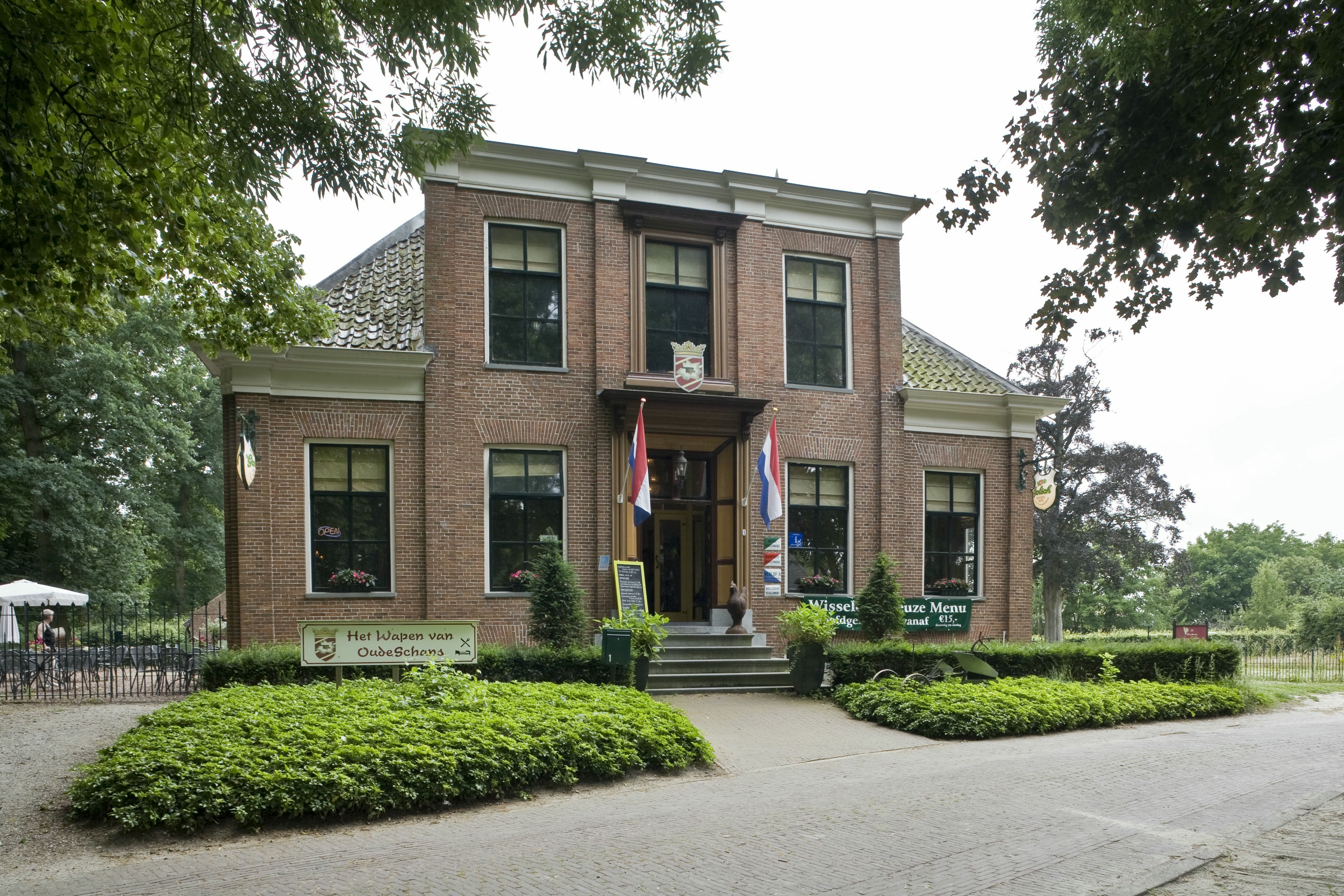
Фермерський будинок